# Lechria delicatior
Lechria delicatior är en tvåvingeart som beskrevs av Alexander 1948. Lechria delicatior ingår i släktet Lechria och familjen småharkrankar. Inga underarter finns listade i Catalogue of Life.